# Nhà hàng nổi

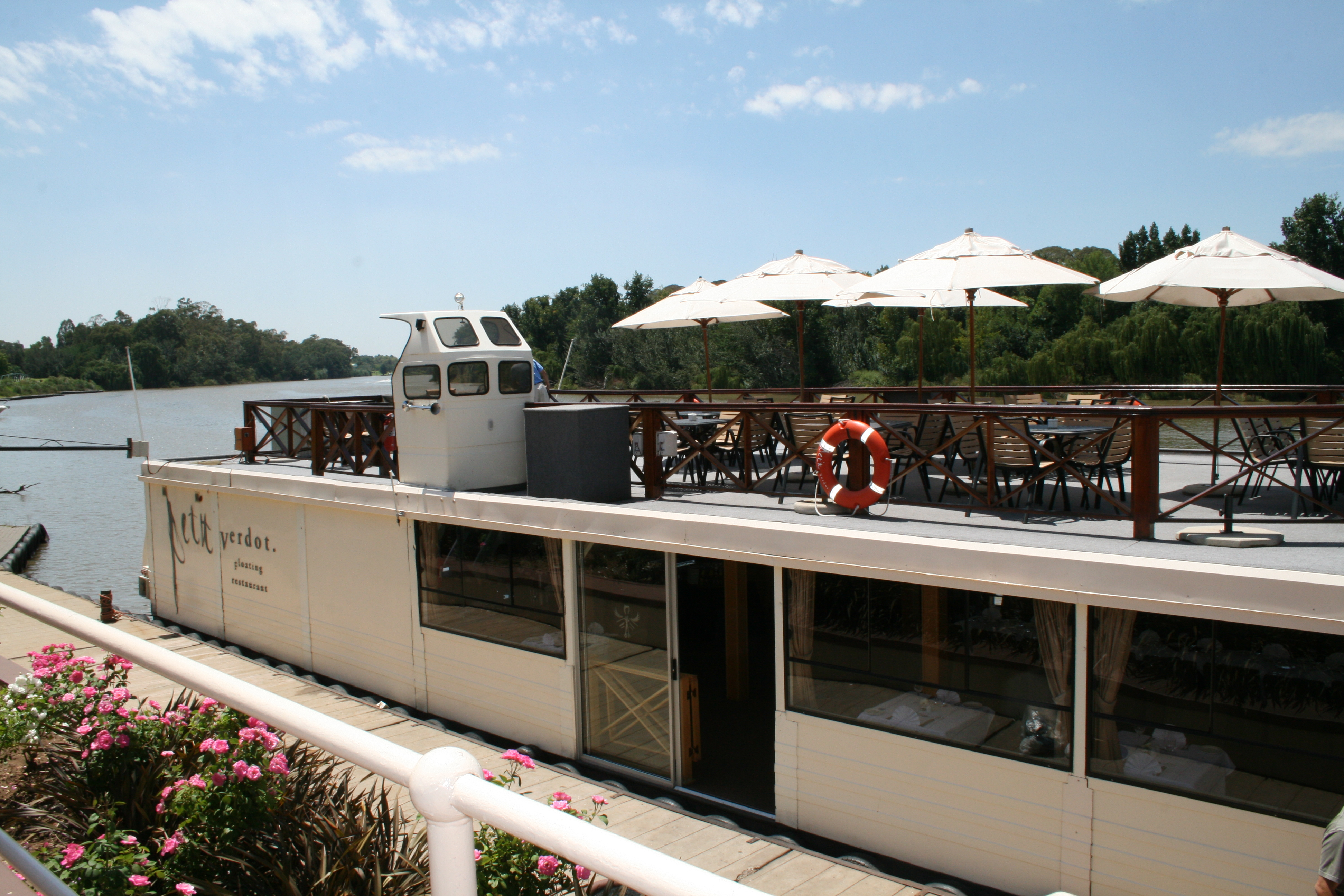
Một nhà hàng nổi trên sông Vaal ở Vereeniging, Nam Phi.

Nhà hàng nổi là một con tàu, thường là sà lan hoặc tàu lớn bằng thép, được sử dụng làm nhà hàng trên mặt nước. Nhà hàng Jumbo Kingdom trước đây tọa lạc tại Aberdeen ở Hồng Kông, từng là nhà hàng nổi lớn nhất thế giới cho đến khi nó chìm trên biển vào năm 2022. Đôi khi những con tàu đã nghỉ hưu vẫn được chủ cũ đem cho thuê lần thứ hai để cải tạo làm nhà hàng nổi.